# Кожичі
Ко́жичі — село в Україні, у Яворівському районі Львівської області. Населення становить 557 осіб. Орган місцевого самоврядування — Домажирська сільська рада (з 2020 Домажирський старостинський округ) та Івано-Франківська селищна рада. З 2020 року село входить до Івано-Франківської селищної громади.

## Топоніміка
Цілком імовірно, що походження назви села пов'язане із збірним фаховим прізвиськом людей, які займалися вичинюванням шкіри, точніше були кожум'яками. Давньоруське слово «кожа» залишилося в теперешній українській мові лише в слові «кожух». Отже, у цій місцевості колись могла бути гарбарня і кожум'яки (кожичі) займалися вичинюванням шкір. А селилися тут люди ще з IV—VI століття. Було знайдено рештки поселення цього часу між Кожичами та Домажиром.

## Історія
Офіційною  датою заснуванням села  вважається 1505 рік. 1820 року селом володів Йоган Махан, який тут мав свій двір та фільварок. Одного разу донька пана Махана каталась на коні, впала з нього і забилась. На місці загибелі доньки Йоган Махан встановив пам'ятник.

## Архітектура
В селі є дерев'яна церква, збудована в 1870 році. Зараз будується новий цегляний Храм Воздвиження Хреста Господнього.
На знак поваги та подяки до загиблих героїв-воїнів УПА та Січових Стрільців встановлено пам'ятні знаки.
У Кожичах встановлено фігури Діві Марії. 

## Дозвілля
У Кожичах є 2 дитячих майданчики, озеро(пожежна водойма біля нового храму).

## Культура
У 2021 році вперше відбувся культурний захід у новому народному домі громади "Просвіта". Офіційно народний дім не зданий в експлуатацію, але через аварійний стан колишнього приміщення усі заходи відбуваються в новому домі.

## Релігійне життя
У 1933 році Кожичі відвідав Митрополит Андрей (Шептицький). Його зустрічали люди зі всіх навколишніх сіл: діти в українському строї з кошиками в руках сипали під ноги зілля. Митрополит подарував кожицькій парафії образ «Українська молодь — Христові», який донині зберігається у дерев'яній церкві громади. Йдеться про меморіальну таблицю, затверджену на згадку про велике молодіжне свято у Львові 1933 року, яке стало першою маніфестацією пробудженого українського духу після осені 1930 року.
З нагоди 150-річного ювілею церкви в селі, 23 жовтня 2011 року була відслужена Архієрейська Божественна Літургія, яку очолив Венедикт (Алексійчук).
27 вересня 2015 року Венедикт (Алексійчук) освятив рекреаційну зону.
26 вересня 2021 року, була відслужена Архієрерська Божествена Літургія, яку очолив Ігор (Возьняк).

## Підприємства
З 2008 року працює місцевий магазин. На території села працює готель-ресторан «Оріон» та автозаправна станція мережі АЗК Приват ANP.
26 жовтня 2017 року в Кожичах відкрито завод «Бадер-Аунде» Президентом України Петром Порошенком, на якому працюватиме до 1000 робітників. 7 червня 2018 року в селі відкрили нові виробничі потужності ТзОВ «Бадер Україна», а саме новий цех з пошиття чохлів. Компанія «Бадер Україна» підписала контракт з компанією Mercedes. Відтак, підприємство шитиме автомобільні чохли для автомобілів Mercedes-Benz S-класу та Maybach. 2019 року працівники компанії «Бадер Україна» щоденно шили 200 комплектів салонів до цих автомобілів. Дві фабрики у Кожичах загалом будуть забезпечувати роботою 1760 працівників.
До 29 річниці Незалежності України було відкрито супермаркет АТБ-Маркет № 1332 та Торговий центр «М10».
У 2021 році було відкрито пивоварню «BRATER».

## Інфраструктура
Уся центральна дорога Кожич асфальтована. Через село курсують приміські маршрути: 303 Львів-Жорниська та 210 Львів-Зелів, обидва маршрути вирушають з приміського вокзалу. До південної частини села курсує міський автобус №61 Підрясне-Підбірці.
У серпні 2022 місцевий мешканець Остап Івануджак зареєстрував петицію до Андрія Садового з пропозицією відновити автобусний маршрут №54, який за його ідеєю має курсувати маршрутом с. Кожичі - вул. Антонича.

## Відомі мешканці
- Машівський Дмитро Володимирович (1990—2023) — солдат збройних сил України, учасник російсько-української війни.
- Савко Юліан Федорович — український скульптор, живописець, графік, виконав архітектурні пам'ятки для рідного села.
- Сестри Кривута Ольга та Кривута Неля — навчалися у Львівській спеціалізованій музичній школі ім. С. Крушельницької або «Десятирічці» (зараз заклад називається Львівський державний музичний ліцей ім. С. Крушельницької) та у Львівській національній музичній академії імені Миколи Лисенка. Обидві дівчини завершили школу з нагородами «Грамота за особливі успіхи по музичній спеціальності», що вважається високим рівнем знань та навичок у спеціалізованих музичних школах. Зараз працюють в музичних навчальних закладах Львова.

## Галерея

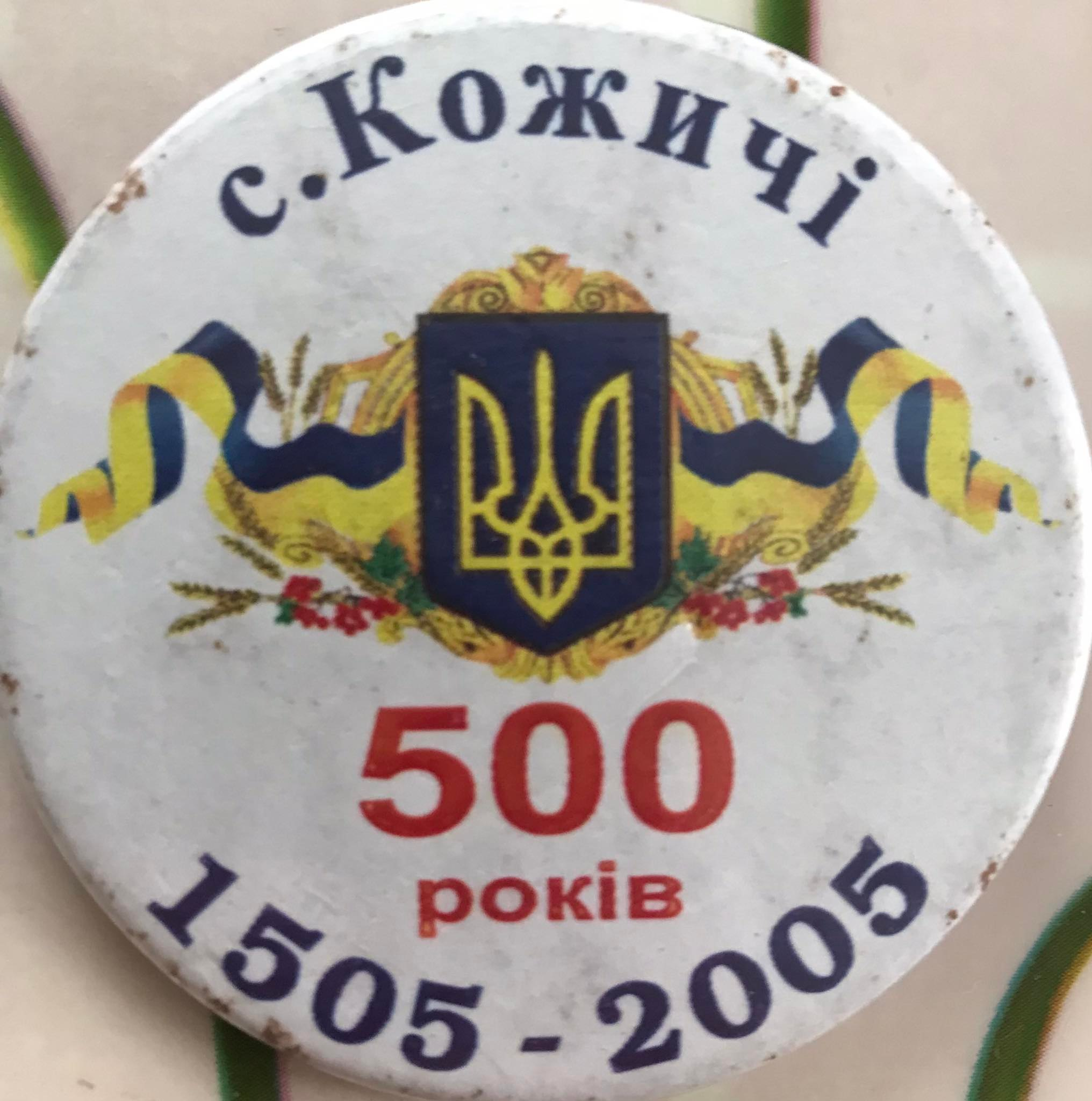
Брелок до 500-ї річниці заснування села
Дерев'яна церква з висоти пташиного польоту
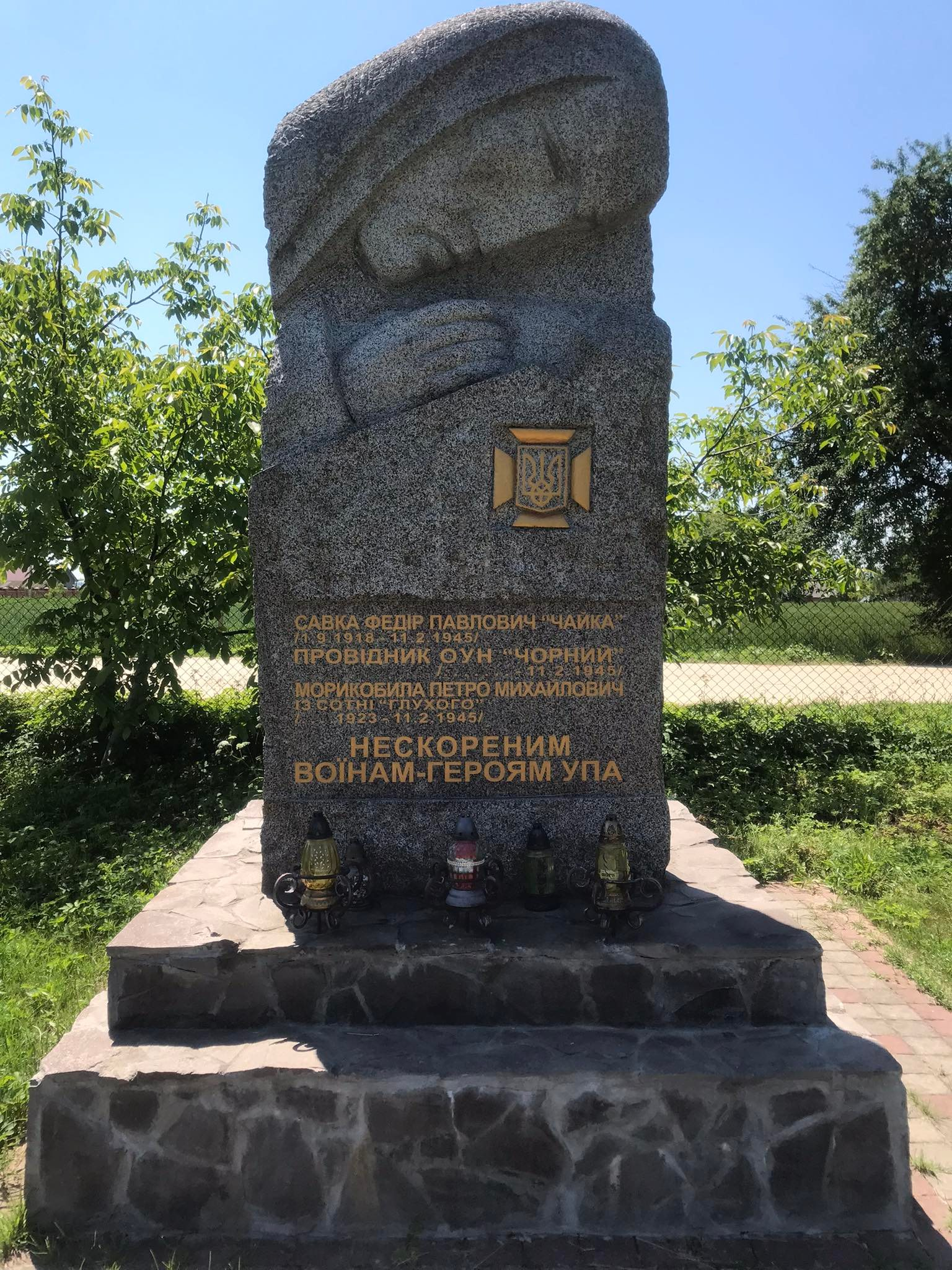
Нескореним воїнам-героям УПА (скульптор - Юліан Савко)
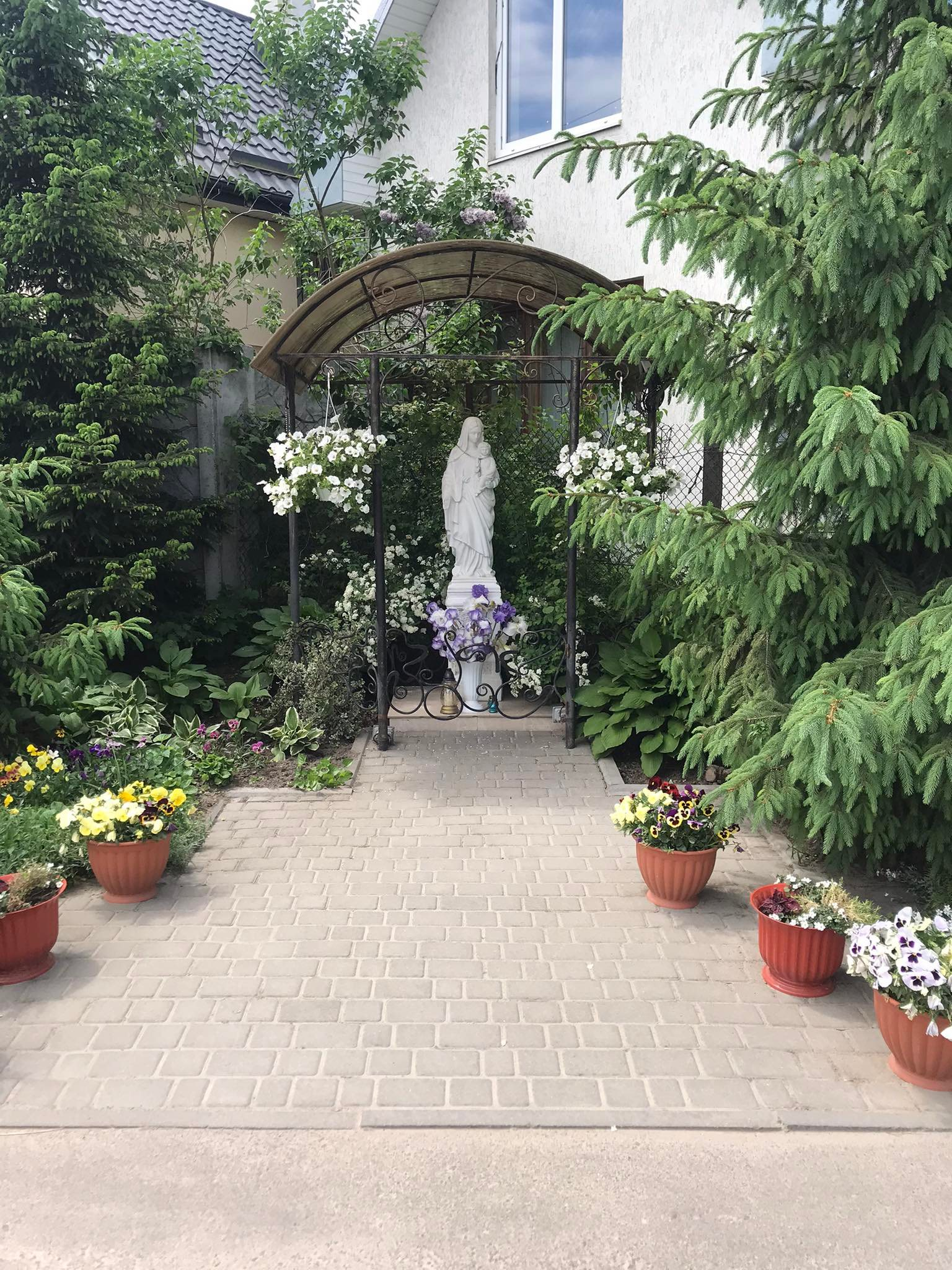
Фігура Божої Матері біля СТ «Явір» (скульптор - Юліан Савко)
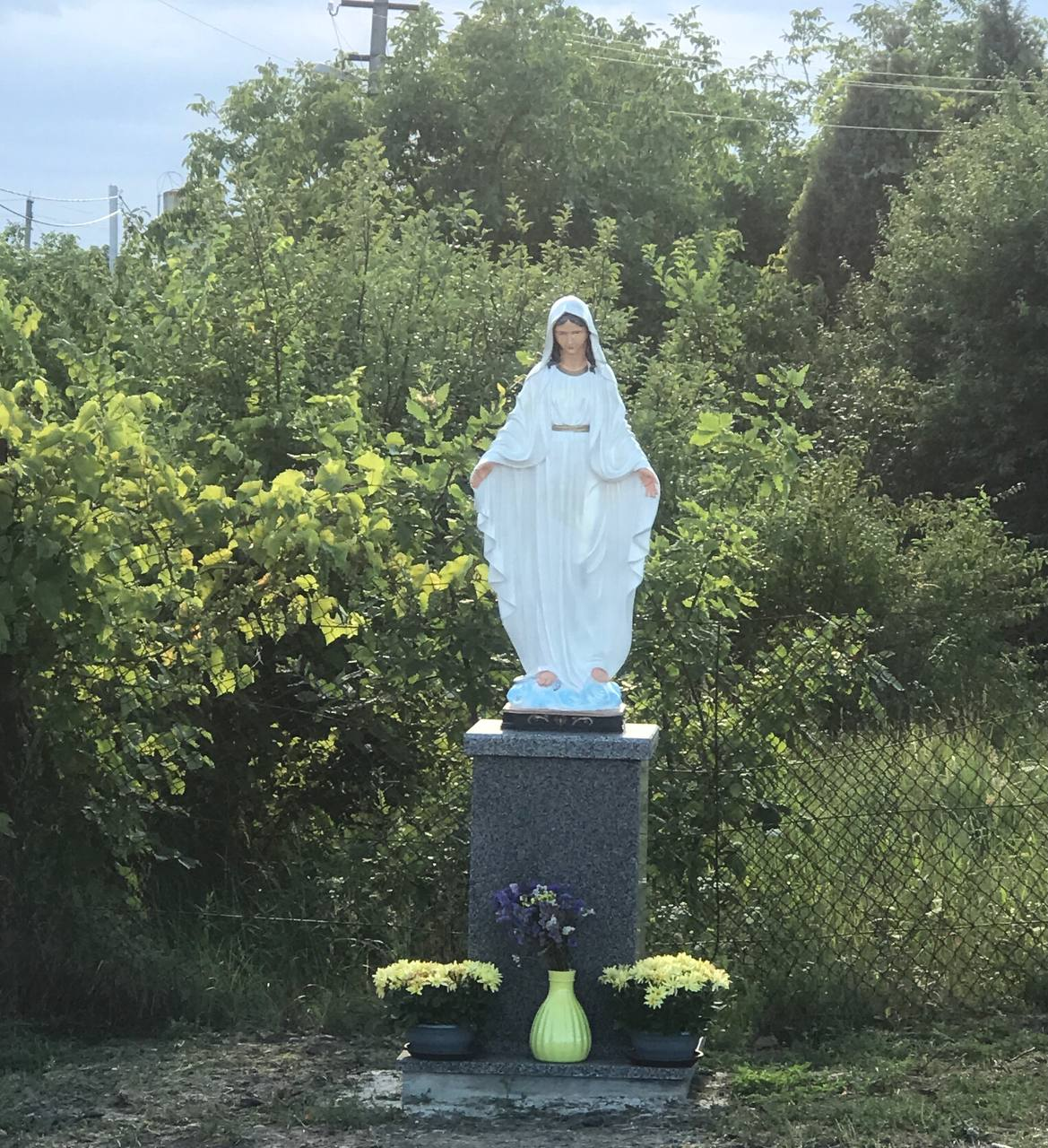
Фігура Божої Матері. Встановлена у липні 2022 року
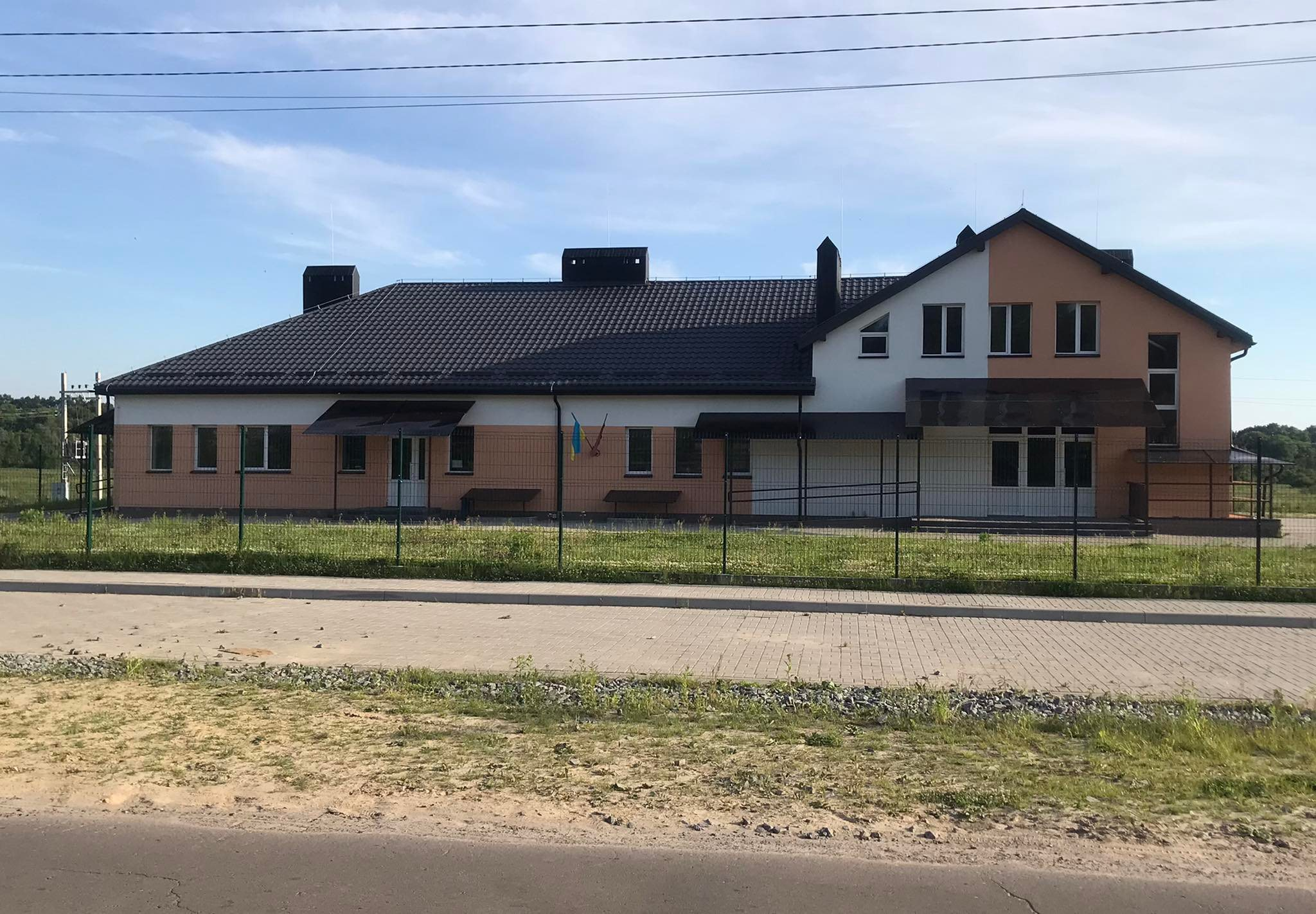
Народний дім «Просвіта»
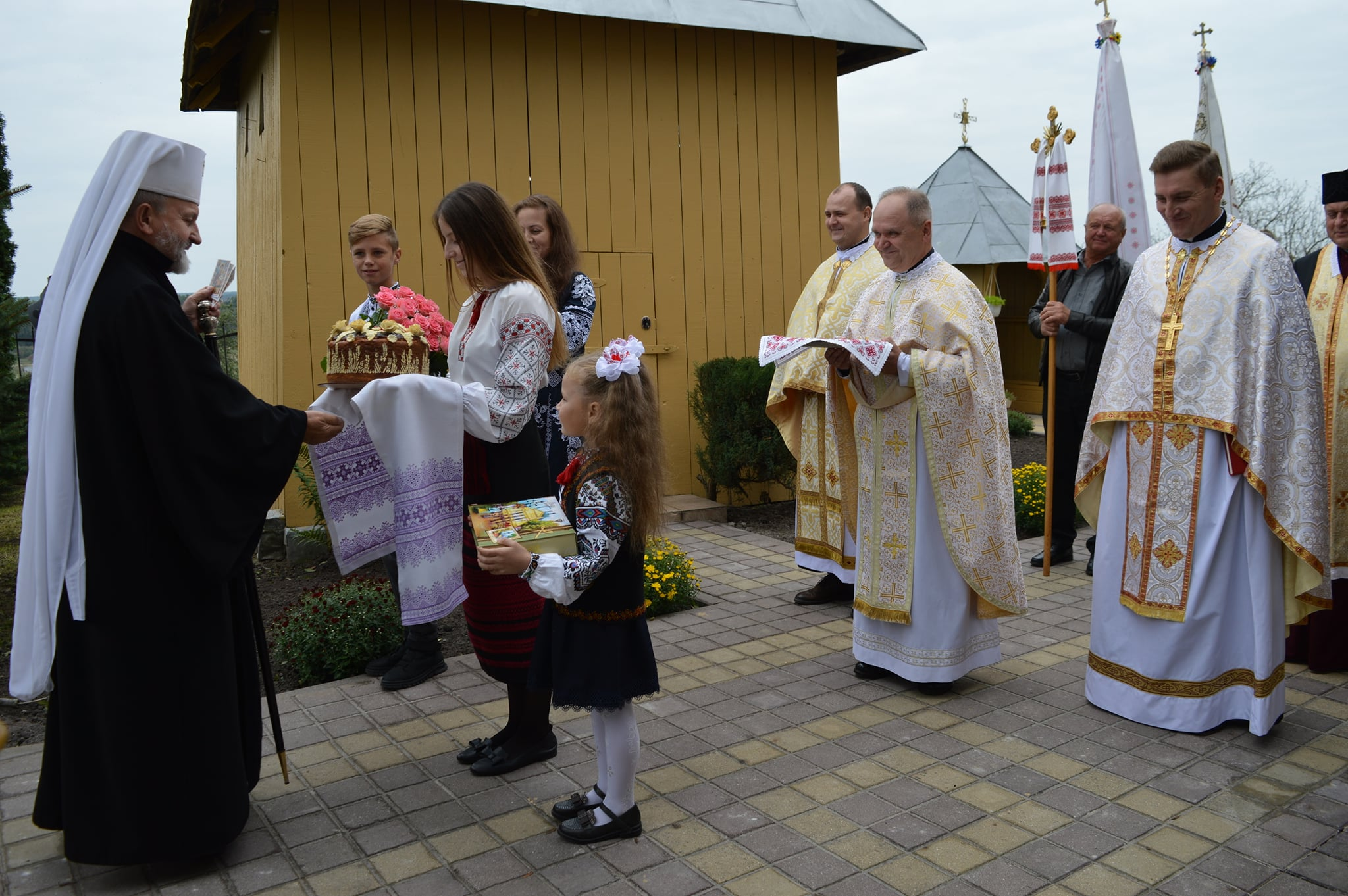
Зустріч Владики Ігоря
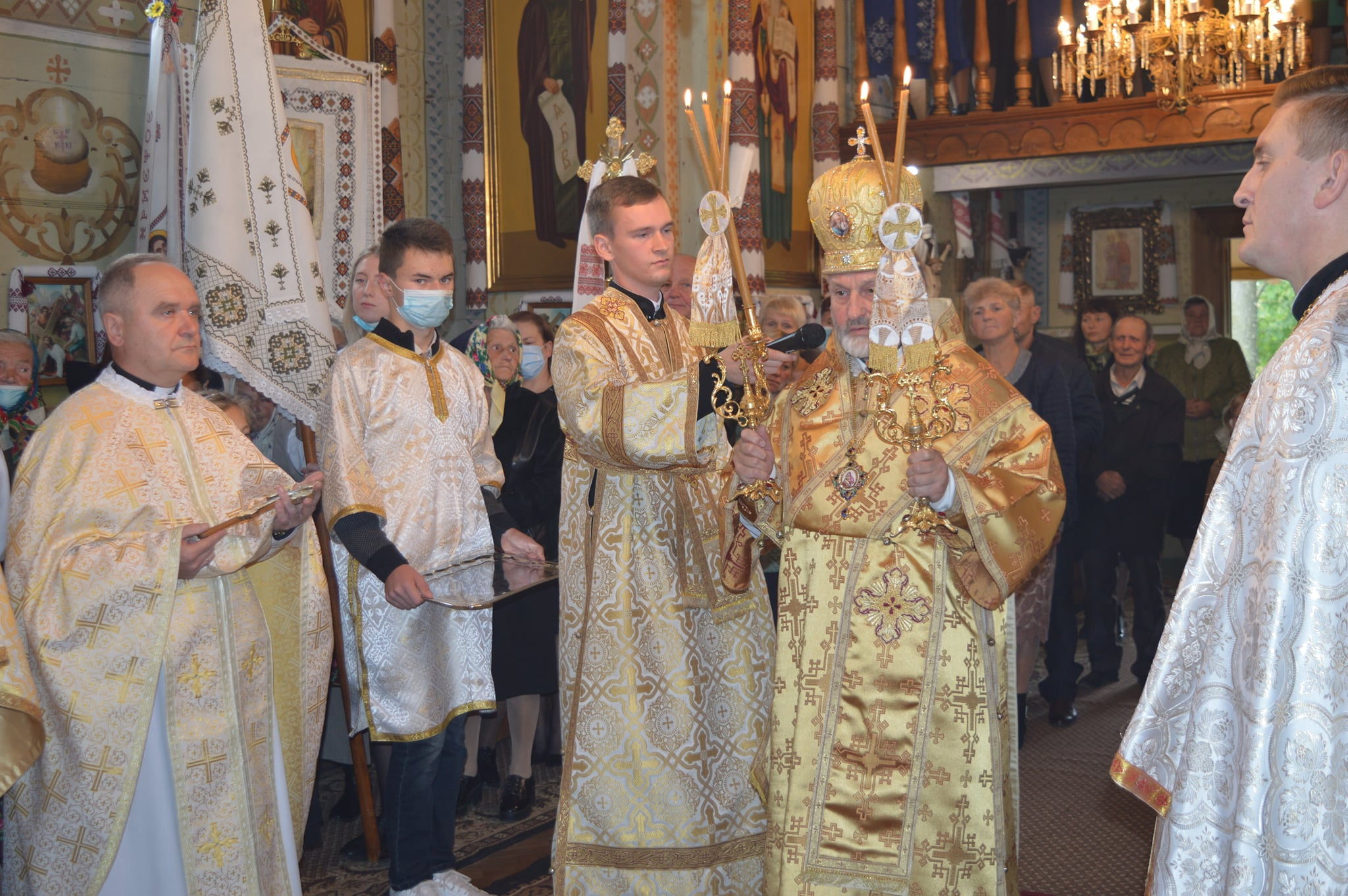
Фрагмент Архиєрейської літургії
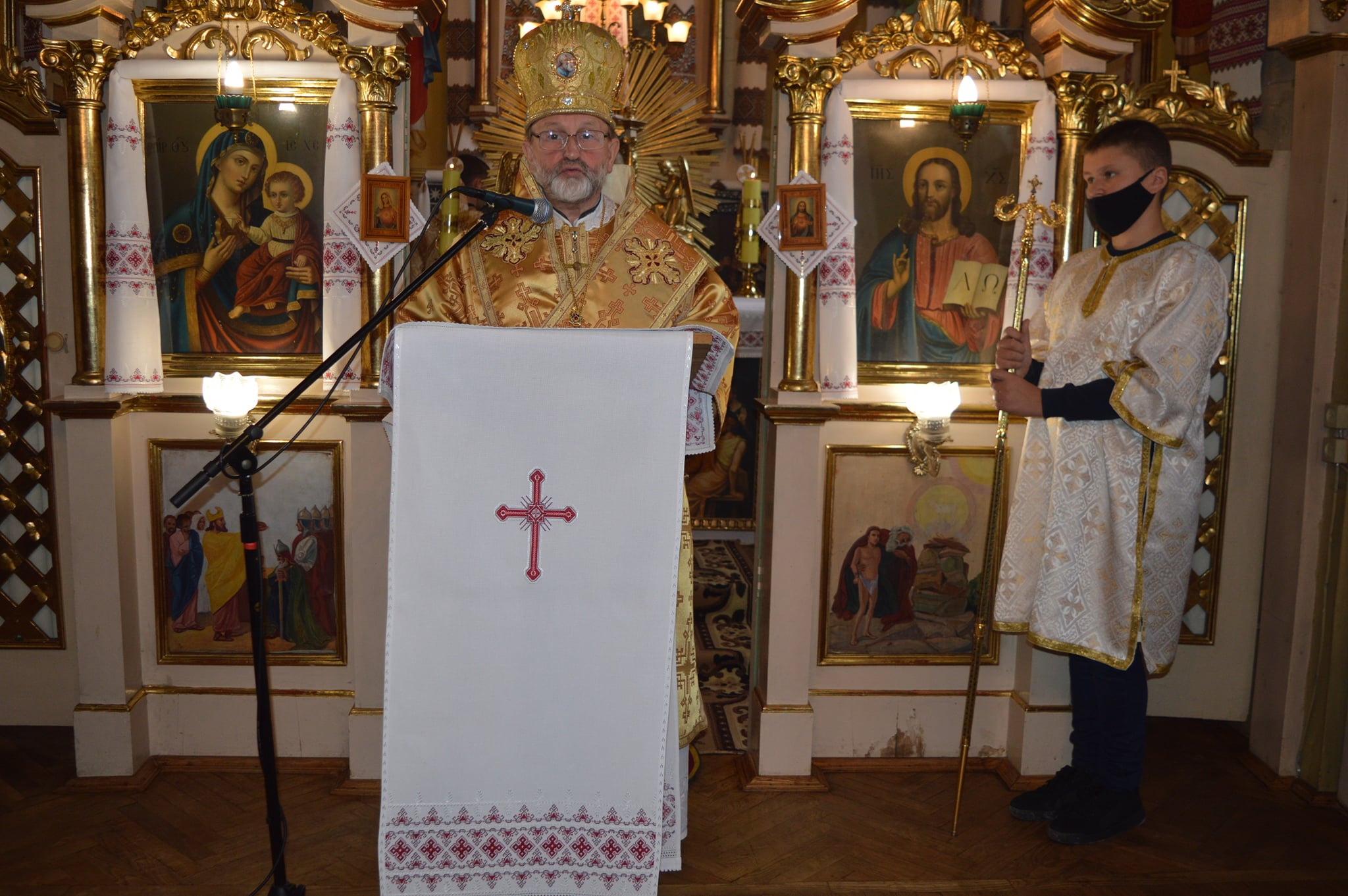
Проповідь Владики Ігоря
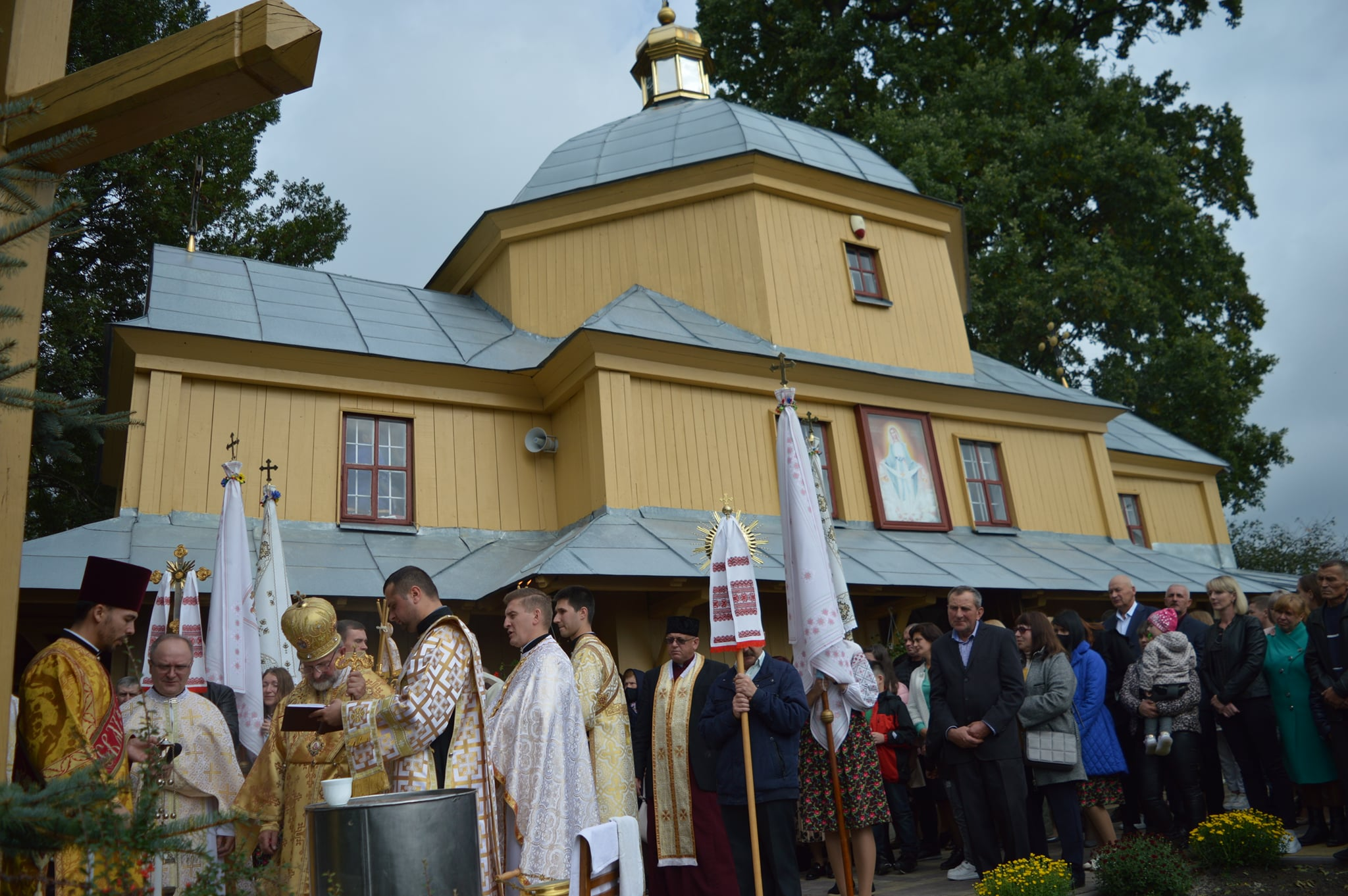
Освячення води Владикою Ігорем
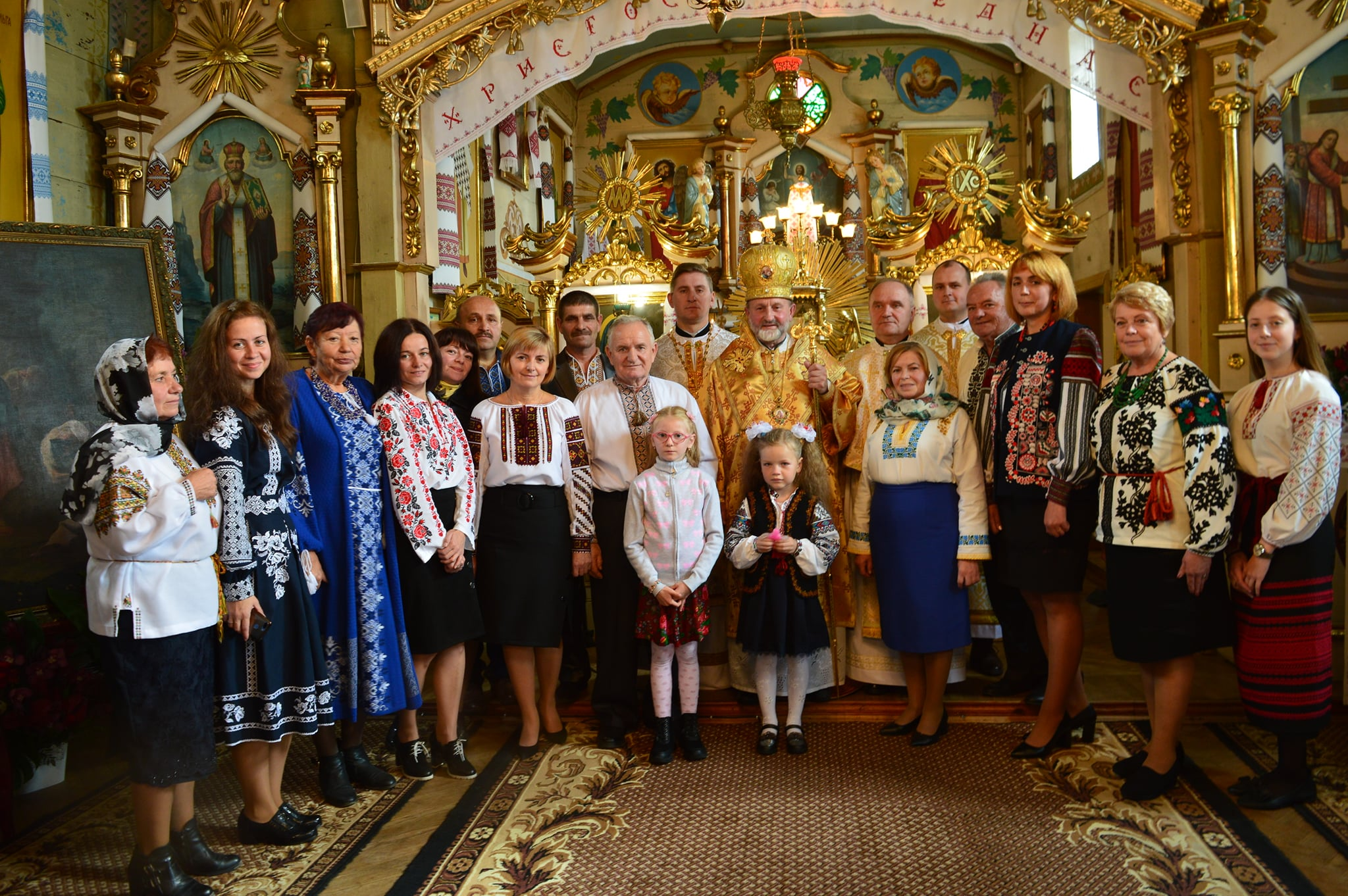
Церковний хор і духовенство
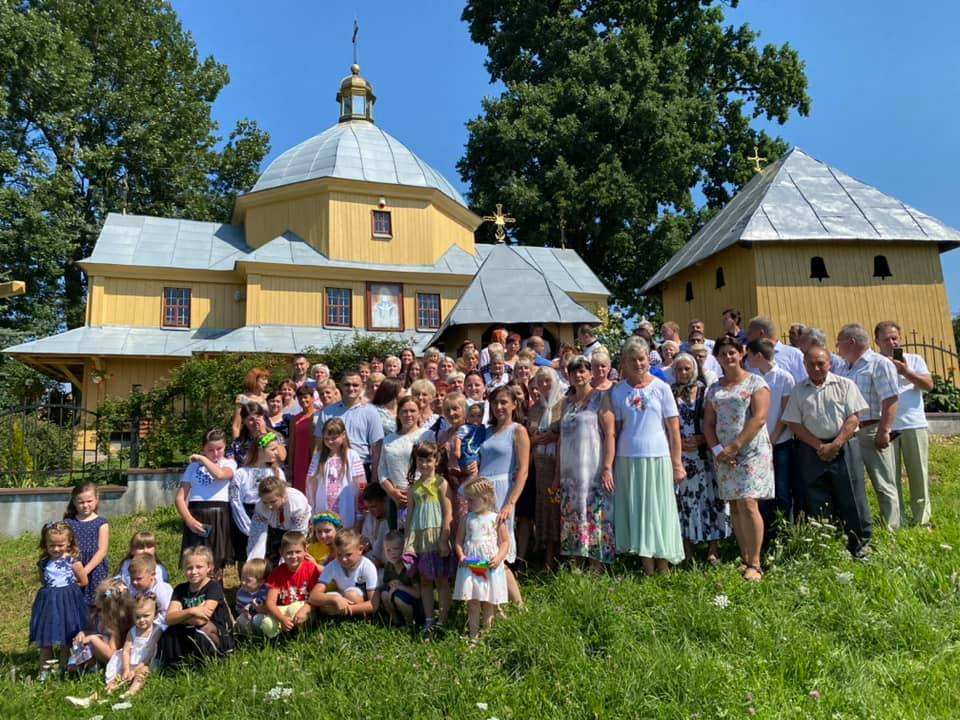
Парафіяни
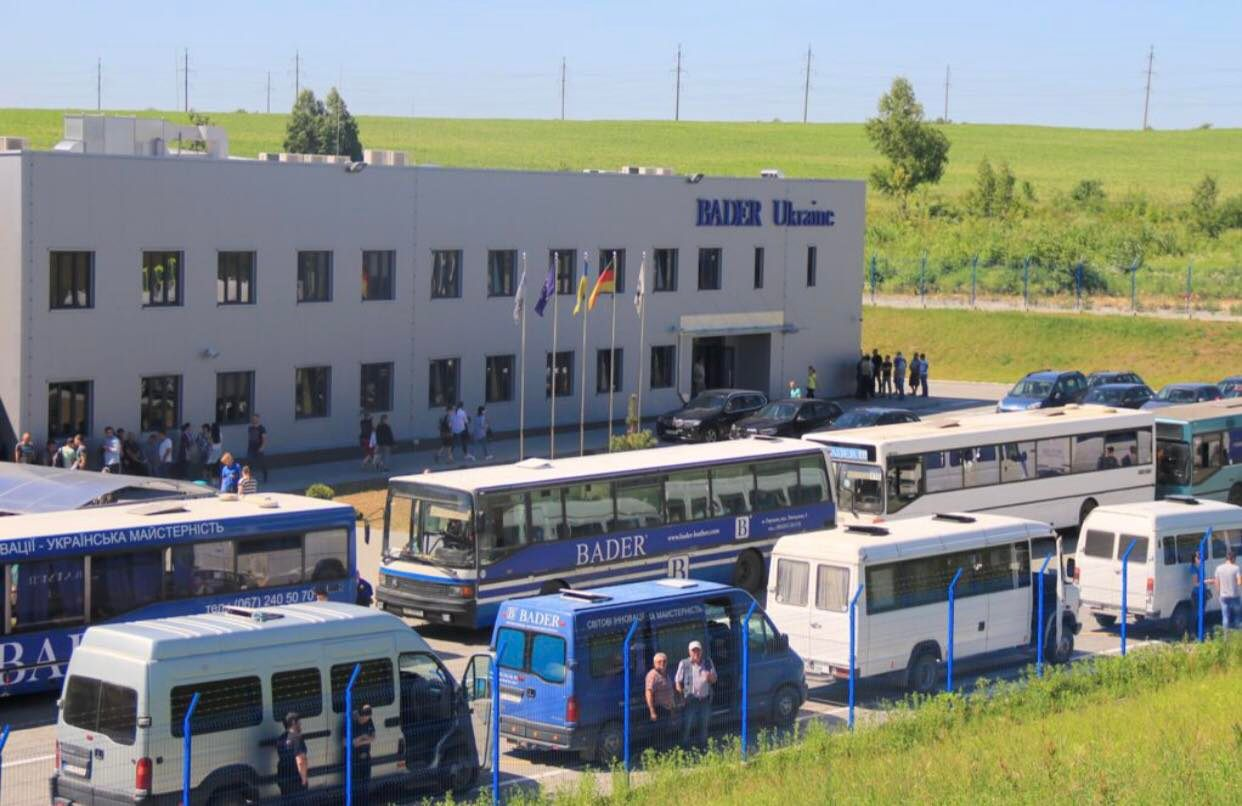
Завод Bader Ukraine
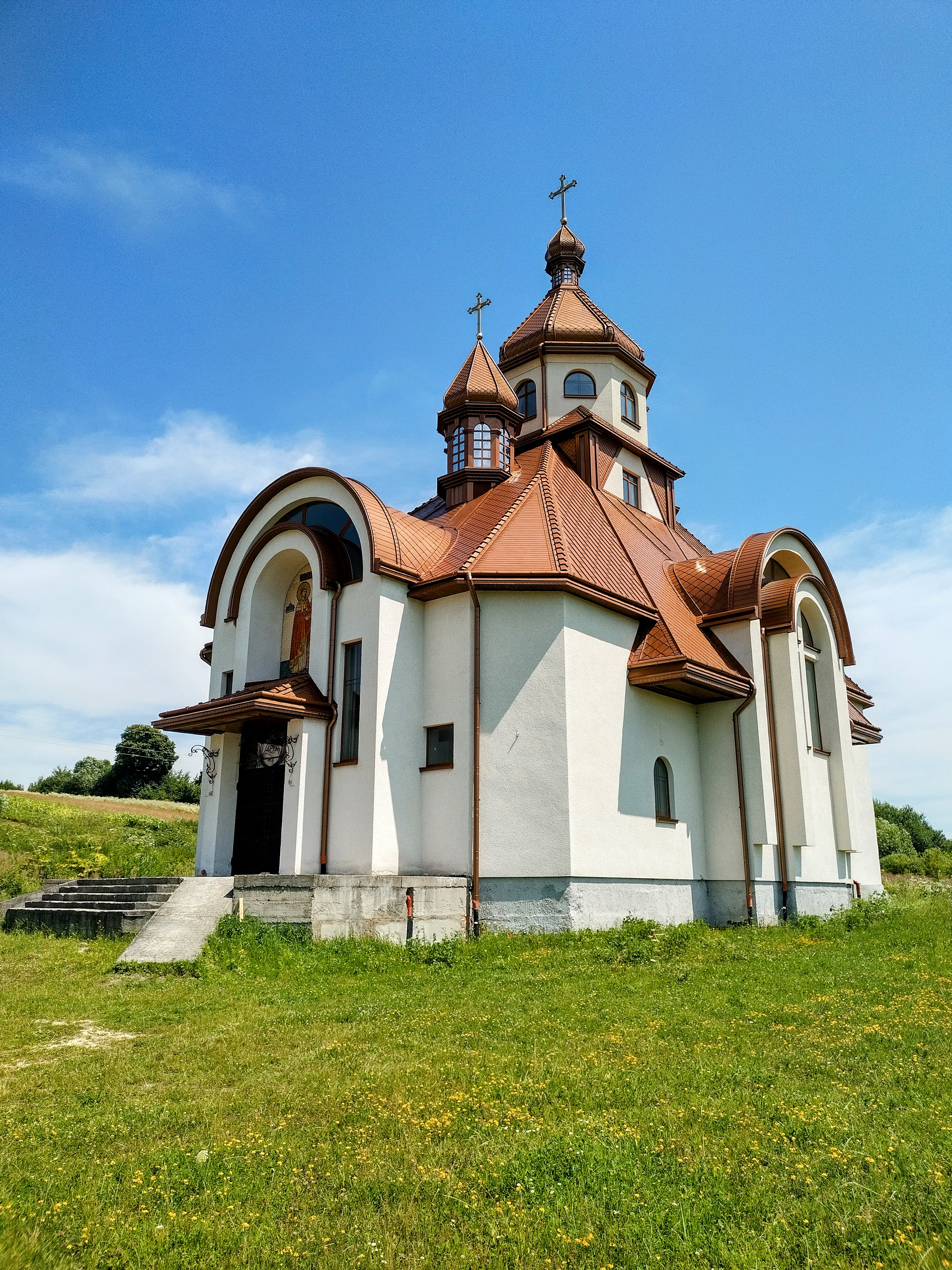
Цегляний Храм Воздвиження Хреста Господнього
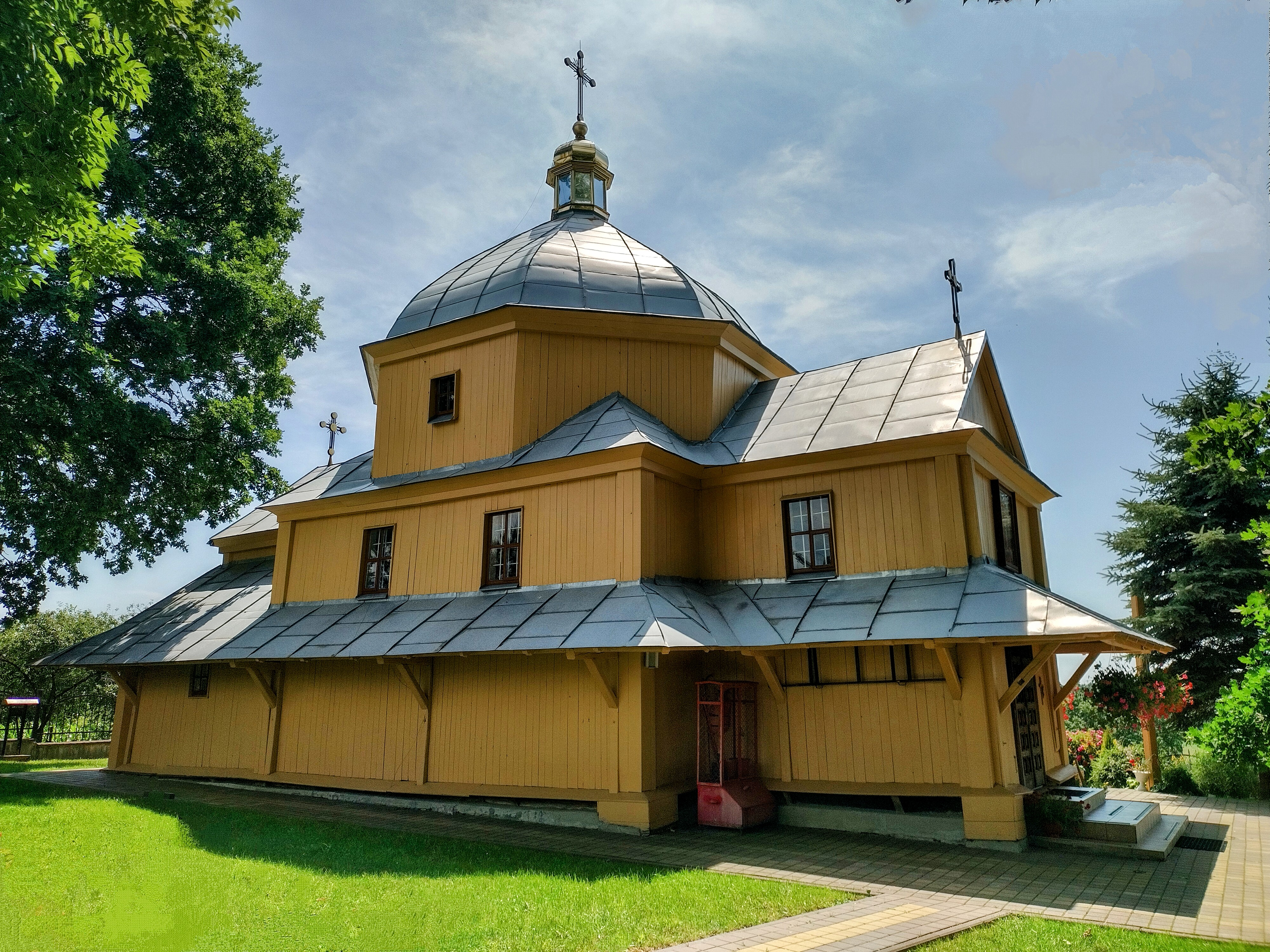
Дерев'яна церква Воздвиження Чесного і Животворящего Хреста Господнього
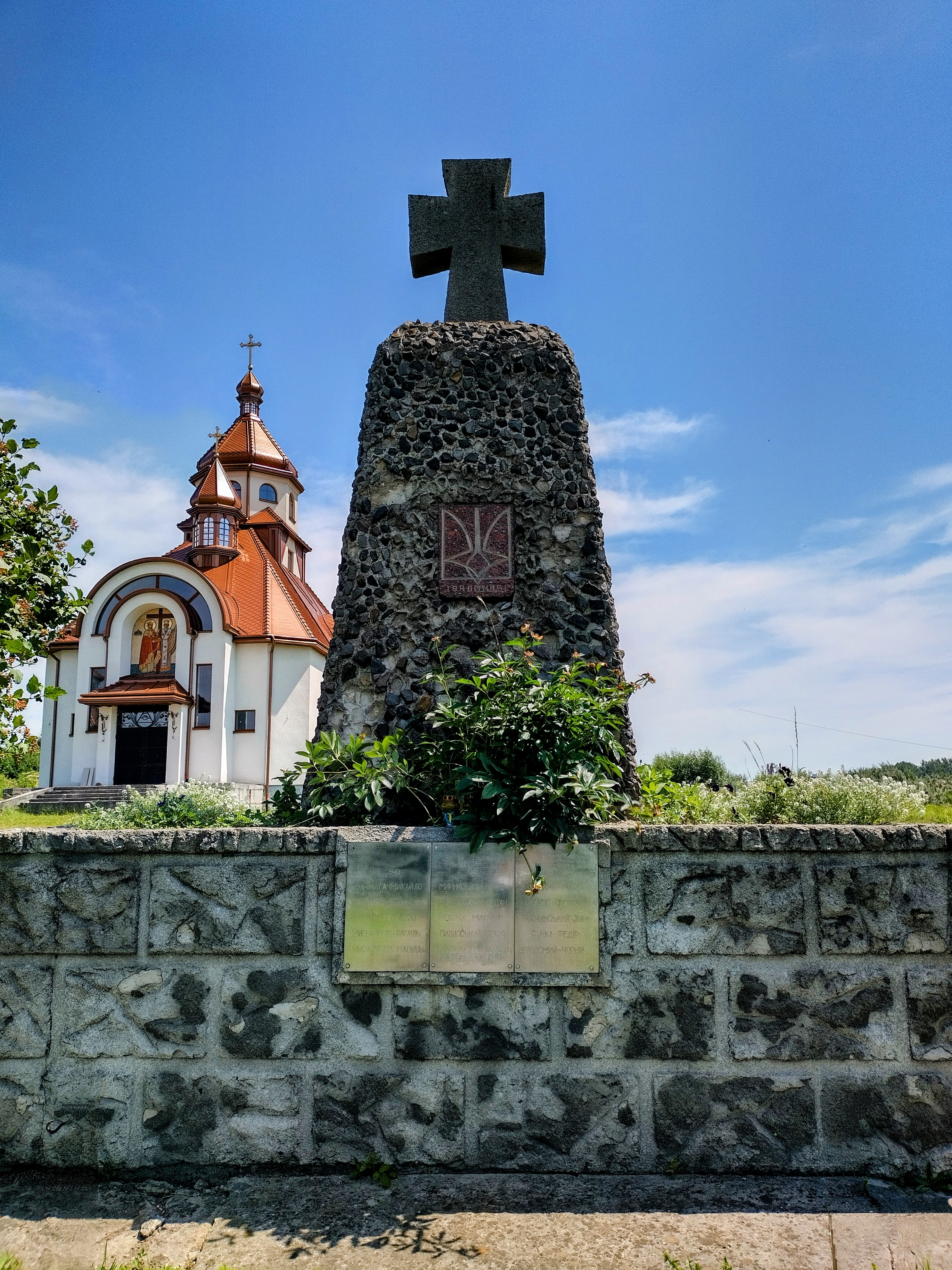
Меморіал "Борцям за волю України"
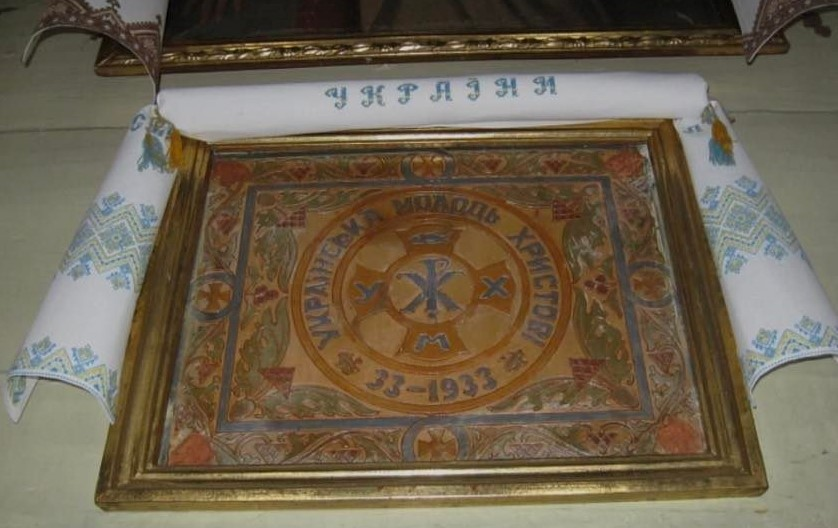
Образ "Українська молодь - Христові"